# Georges Lecointe
Georges Marcel Lecointe (ur. 6 sierpnia 1897 w Boulogne-sur-Mer, zm. 4 stycznia 1932 w Marquette) – francuski wioślarz, srebrny medalista olimpijski.
Wystąpił na igrzyskach olimpijskich w Paryżu w 1924, gdzie Francuzi w składzie: Eugène Constant, Louis Gressier, Georges Lecointe, Raymond Talleux i Marcel Lepan (sternik) zdobyli srebrny medal w czwórkach ze sternikiem. W finale Francuzi o 3,2 sekundy przegrali ze Szwajcarii. Był to jego jedyny start olimpijski.
W 1929 uczestniczył w wypadku drogowym. W wyniku doznanych obrażeń zmarł trzy lata później, w wieku 34 lat.